# Christof Wehking
Christof Wehking (* 12. März 1924 in Norden, Provinz Hannover, Freistaat Preußen; † 10. September 2004 in Malente) war ein deutscher Autor, der überwiegend in niederdeutscher Sprache veröffentlichte.

## Leben
Wehking wuchs in Ostfriesland auf, besuchte in seiner Geburtsstadt die Volksschule und machte anschließend eine Verwaltungslehre bei der AOK Norden. Dort wurde er 1953 verbeamtet und arbeitete insgesamt 48 Jahre für die Krankenkasse, zuletzt, bis zu seinem Ruhestand 1986, als Direktor. In seiner Freizeit war er Schauspieler und Regisseur an der Niederdeutschen Bühne Norden.
Schriftstellerisch war Wehking seit etwa 1965 tätig. Seine Theaterstücke, von denen einige auch von namhaften Bühnen wie dem Hamburger Ohnsorg-Theater aufgeführt wurden, und seine Hörspiele erschienen überwiegend auf Niederdeutsch. Die Hörspiele wurden allesamt von Radio Bremen und dem NDR gesendet.
Seinen Lebensabend verbrachte Christof Wehking in der Holsteinischen Schweiz, wo er 2004 in Bad Malente-Gremsmühlen verstarb.

## Ehrungen
- 1987: Freudenthal-Preis der Freudenthal-Gesellschaft

## Werke
- Lengen na wat, Vertellsels, Verlag Theo Schuster, Leer, 1974, ISBN 3-7963-0086-3
- Gold in de Kehl, Lustspiel in fünf Akten von Christof Wehking und Gerhard Bohde, Mahnke Theaterverlag, Verden (Aller) 1976, Uraufführung: Ohnsorg-Theater, Hamburg, 28. August 1976
- Een Froo för den Klabautermann, Schwank in fünf Törns, Mahnke Theaterverlag, Verden (Aller) 1978, Inszenierung des Ohnsorg-Theaters im August 1980
- Ferien in Lüttensiel, Lustspiel in drei Akten, Mahnke Theaterverlag, Verden (Aller) 1978
- De Prinzgemahl, Lustspiel in 3 Akten, Mahnke Theaterverlag, Verden (Aller) 1981
- Dwarslöpers, Een Spill in 3 Deelen, Mahnke Theaterverlag, Verden (Aller) 1986
- Een Mann van Welt, Lustspiel in 4 Akten, Mahnke Theaterverlag, Verden (Aller) 1987
- Unkel Martin kummt ut Rotterdam, Komödie in 3 Törns, Mahnke Theaterverlag, Verden (Aller) 1988
- Swatte Minorkas, Schwank in dree Deelen, Mahnke Theaterverlag, Verden (Aller) 1990
- Papa dröömt van Acapulco, Komödie in dree Deelen, Mahnke Theaterverlag, Verden (Aller) 1991
- Een Stück ut't Düllhuus, Lustspiel in drei Akten, Mahnke Theaterverlag, Verden (Aller) 1993
- De Straat torügg, Vertellsels, Riemels un en Spill, Soltau-Kurier, Soltau 1993, ISBN 3-928327-09-7
- Eene Deern van de Straat, Schwank in veer Törns, Mahnke Theaterverlag, Verden (Aller) 1994
- Lisas Droom, Komödie in fünf Akten, Mahnke Theaterverlag, Verden (Aller) 1997
- Maiti, Volksstück in vier Akten, Mahnke Theaterverlag, Verden (Aller) 2004

## Hörspiele
- Dat klort op, Niederdeutsches Hörspiel, Radio Bremen und NDR, 1971, Sprecher: Karl-Heinz Kreienbaum, Frank Grupe, Hans Rolf Radula, Wolfgang Schenck und andere
- Demokratie in Speckensiel, Niederdeutsches Hörspiel, Radio Bremen und NDR, 1972, Sprecher: Bernd Wiegmann, Almut Sandstede, Erika Rumsfeld, Ruth Bunkenburg und andere
- Een Mann von Welt, Niederdeutsches Hörspiel, Radio Bremen und NDR, 1975
- Danz in´n Mai, Niederdeutsches Hörspiel, Radio Bremen und NDR, 1976
- Dwarslöpers,  Niederdeutsches Hörspiel, Radio Bremen und NDR, 1976, Sprecher: Bernd Wiegmann, Erika Rumsfeld, Wolfgang Schenk, Herbert Steinmetz, Ewald Christophers und andere
- Regendag, Niederdeutsches Hörspiel, Radio Bremen und NDR, 1976, Sprecher: Jochen Schenck, Hanno Thurau, Edgar Bessen, Ernst Grabbe und andere, Regie: Walter A. Kreye
- Pick De dicke un de dünne Deern, Niederdeutsches Hörspiel, Bremen und NDR, 1987
- Bet annermal, Niederdeutsches Hörspiel, Bremen und NDR, 1988, Sprecher: Ingrid Andersen, Wolfgang Schenck, Erika Rumsfeld und Heinrich Kunst
- De Straat torüch, Niederdeutsches Hörspiel, Radio Bremen, 1990
- Katt un Muus, Niederdeutsches Hörspiel, Bremen und NDR, 1994
- Daak, Niederdeutsches Hörspiel, Bremen und NDR, 1998
- Wo hobelt ward, Niederdeutsches Hörspiel, Bremen und NDR, 2003, Sprecher: Heino Stichweh, Edda Loges, Dirk Böhling und Birte Kretschmer